# Preferência condicionada por lugar

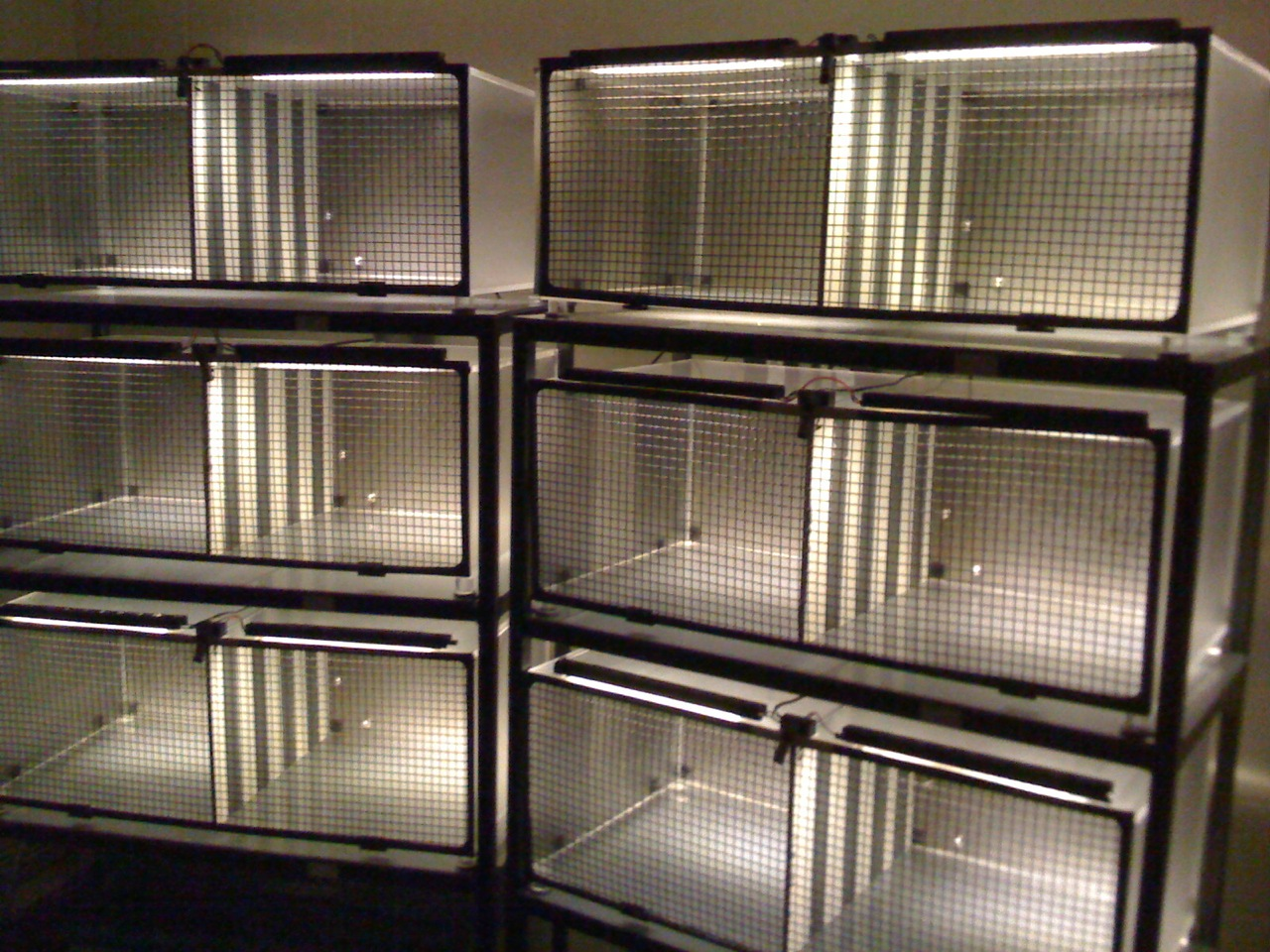
Aparelho de preferência condicionada por lugar

A preferência condicionada por lugar (PCL) é uma forma de condicionamento clássico usada para medir os efeitos motivacionais de objetos ou experimentos. Ao medir a quantidade de tempo que um animal passa em uma área que foi associada a certo estímulo, os pesquisadores podem inferir a preferência do animal por tal estímulo. Este paradigma também pode ser usado para medir a aversão condicionada a um lugar que está associado a estímulos aversivos. Ambos os procedimentos geralmente utilizam camundongos ou ratos como experimentos.

## Usos e métodos
O modelo de preferência condicionada por lugar costuma ser utilizado para medir os efeitos de recompensa e efeitos aversivos de drogas, com um compartimento que será associado à  administração da droga, seguido por outro compartimento em que a droga está ausente. Habitualmente, os testes de preferência condicionada por lugar envolvem três fases: habituação, condicionamento e teste de preferência.
Em relação ao viés de confirmação, dois métodos diferentes costumam ser usados. O "método tendencioso " (biased) permite que o animal explore o aparelho, sendo que o compartimento que menos prefere é aquele em que a droga é administrada e o que mais prefere é aquele onde o veículo é injetado (ambiente sem droga). Este método permite que o animal escolha o compartimento em que recebe a droga e o veículo. Em comparação, o  "método neutral" (unbiased) não permite que o animal escolha o veículo ou o compartimento no qual a droga será colocada, em vez disso, o pesquisador escolhe os compartimentos.
Os humanos também demonstraram desenvolver preferências condicionadas por lugares. Por exemplo, pessoas que tomam doses terapêuticas de anfetaminas desenvolvem uma PCL para onde consumiram a droga.

## Ratosknockout

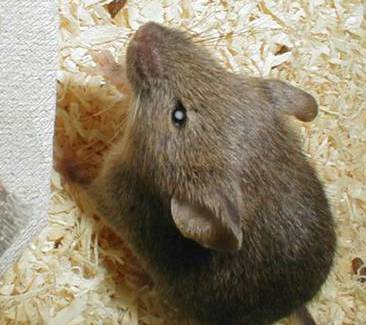
Ratos knockout são usados em pesquisas sobre diferenças comportamentais ou fisiológicas

### Cocaína
Estudos feitos utilizando ratos knockout  mostraram que o bloqueio do transportador de dopamina (DAT) não foi capaz de eliminar a preferência condicionada por lugar causada pelo consumo de cocaína, o que sugere haver outros mecanismos de reforço ligados ao uso e abuso de cocaína. Ratos sem o transportador de noradrenalina (NET) e de serotonina (SERT) demonstraram um aumento na preferência condicionada por lugar. Nenhuma preferência condicionada por lugar foi observada em ratos knockout sem o receptor de serotonina 5-HT1B.